# Antonio Puoti
Antonio Puoti (Napoli, 25 aprile 1715 – Napoli, 2 novembre 1792) è stato un arcivescovo cattolico italiano.

## Biografia
Nato a Napoli il 25 aprile 1715 dal giureconsulto Niccola e da Silvia Martinisi, fu ordinato sacerdote il 14 marzo 1739. Il 22 novembre 1758 fu nominato arcivescovo metropolita di Amalfi da papa Clemente XIII. Ricevette l'ordinazione episcopale il 26 novembre 1758 dal cardinale Giuseppe Spinelli. Nel 1772 convocò un sinodo diocesano.

### Morte e sepoltura
Nell'autunno del 1792, per motivi di salute, si recò a Napoli dove il 2 novembre dello stesso anno, a causa di una grave malattia, morì. Per volontà testamentaria fu sepolto nella cappella di San Giuseppe nella cattedrale di Amalfi accanto alla madre morta il 6 giugno 1777 dove fece porre l'iscrizione: "D. O. M.
UBI MATER SILVIA
IBI FILIUS ANTONIUS
ARCHIEP. AMALPH.
UT
QUORUM MENS UNA IN DEUM
EORUM CORPORA
NEC SARCOPHAGUM
SEPARARET.".
Più tardi fu posto anche l'epitaffio:
ANTONII POTI
ARCHIEPISCOPI AMALPHITANI
OSSA HIC JACENT DUM VIXIT
DOCTRINAE APOSTOLICAE FVLCVRM
PASTORVM DECUS GREGIS SVI
PRAESIDIVM PAVPERUM SOLATIVM FVIT.
HEV, HEV QVI LEGIS; CAVE NE TUI FLETUS
NOMEN DELEANT ET LEGERE ET FLERE
OMNES DEBENT; VIXIT ANNOS LXXVII. MENS. VI.
DIES VII. SEDIT ANNOS XXXIII. OBIIT DIE II. NOVEMB.
MDCCXCII.

## Genealogia episcopale
La genealogia episcopale è:
- Cardinale Scipione Rebiba
- Cardinale Giulio Antonio Santori
- Cardinale Girolamo Bernerio, O.P.
- Arcivescovo Galeazzo Sanvitale
- Cardinale Ludovico Ludovisi
- Cardinale Luigi Caetani
- Cardinale Ulderico Carpegna
- Cardinale Paluzzo Paluzzi Altieri degli Albertoni
- Cardinale Gaspare Carpegna
- Cardinale Fabrizio Paolucci
- Cardinale Giorgio Spinola
- Cardinale Thomas Philip Wallrad d'Alsace-Boussut de Chimay
- Cardinale  Giuseppe Spinelli
- Arcivescovo Antonio Puoti